# 大学西路街道
大学西路街道，是中华人民共和国内蒙古自治区呼和浩特市赛罕区下辖的一个乡镇级行政单位。

## 行政区划
大学西路街道下辖以下地区：
前进社区、内大社区、师大社区、农大社区、新建社区、兴安南路社区、四千米社区、群英社区、学府花园社区和牧机所社区。